# Think Later World Tour
El Think Later World Tour fue la cuarta gira musical de la cantante canadiense Tate McRae en apoyo a su segundo álbum de estudio Think Later (2023). La gira comenzó el 17 de abril de 2024 en Dublín, recorriendo Europa, América del Norte, Asia y Oceanía en 65 fechas para finalizar en Wellington el 21 de noviembre de 2024. Chalieonnafriday y Presley Regier fueron los teloneros de los conciertos.

## Antecedentes y desarrollo
Habiendo lanzado en septiembre del 2023 el éxito «Greedy», que alcanzó altas posiciones en listados alrededor del mundo, Tate McRae anuncia el 6 de noviembre una gira de 53 fechas que recorrerá Europa, América del Norte y Oceanía llamada Think Later World Tour, en apoyo a su próximo álbum Think Later. El 7 de noviembre se anuncia un concierto adicional en Boston debido a la alta demanda, lo mismo ocurriría en Londres el 9 de noviembre y en Sídney y Melbourne el 13 de noviembre, donde también se movería a un lugar más grande el concierto de Adelaida. El 14 de diciembre se anunciaría que McRae sería cabeza de cartel en el festival de su ciudad natal Cowboys Music Festival en Calgary. El 18 de abril de 2024, McRae anuncia los 4 conciertos pertenecientes a la etapa asiática de la gira, siendo la primera vez de la artista en el continente.

## Repertorio
El siguiente repertorio corresponde al concierto en Dublín del 17 de abril, puede no representar la totalidad de la gira.
Acto I
1. «Think Later»
2. «Hurt My Feelings»
3. «Uh Oh»
4. «What’s Your Problem»

Acto II
1. «Feel Like Shit»
2. «Calgary»
3. «Stay Done»

Acto III
1. «Messier»
2. «Cut My Hair»
3. «Rubberband»
4. «Exes»
5. «Grave»

Acto IV
1. «Guilty Conscience»
2. «We’re Not Alike»
3. «She’s All I Wanna Be»
4. «You Broke Me First»
5. «Run For The Hills»

Encore
1. «Greedy»

## Fechas
| Fecha (2024)      | Ciudad           | País            | Recinto                              | Telonero          |
| Europa            | Europa           | Europa          | Europa                               | Europa            |
| ----------------- | ---------------- | --------------- | ------------------------------------ | ----------------- |
| 17 de abril       | Dublín           | Irlanda         | 3Olympia Theatre                     | Charlieonnafriday |
| 18 de abril       | Dublín           | Irlanda         | 3Olympia Theatre                     | Charlieonnafriday |
| 20 de abril       | Glasgow          | Reino Unido     | O2 Academy Glasgow                   | Charlieonnafriday |
| 22 de abril       | Londres          | Reino Unido     | Eventim Apollo                       | Charlieonnafriday |
| 23 de abril       | Londres          | Reino Unido     | Eventim Apollo                       | Charlieonnafriday |
| 24 de abril       | Mánchester       | Reino Unido     | O2 Apollo Manchester                 | Charlieonnafriday |
| 26 de abril       | Wolverhampton    | Reino Unido     | The Civic At The Halls               | Charlieonnafriday |
| 28 de abril       | Colonia          | Alemania        | Palladium                            | Charlieonnafriday |
| 29 de abril       | Ámsterdam        | Países Bajos    | AFAS Live                            | Charlieonnafriday |
| 30 de abril       | Amberes          | Bélgica         | Lotto Arena                          | Charlieonnafriday |
| 2 de mayo         | Estocolmo        | Suecia          | Annxet                               | Charlieonnafriday |
| 3 de mayo         | Oslo             | Noruega         | Oslo Spektrum                        | Charlieonnafriday |
| 4 de mayo         | Copenhague       | Dinamarca       | Falkonersalen                        | Charlieonnafriday |
| 6 de mayo         | Hamburgo         | Alemania        | Sporthalle                           | Charlieonnafriday |
| 7 de mayo         | Berlín           | Alemania        | Verti Music Hall                     | Charlieonnafriday |
| 8 de mayo         | Praga            | República Checa | Forum Karlín                         | Charlieonnafriday |
| 10 de mayo        | Varsovia         | Polonia         | COS Torwar                           | Charlieonnafriday |
| 12 de mayo        | Zúrich           | Suiza           | Halle 622                            | Charlieonnafriday |
| 13 de mayo        | Viena            | Austria         | Gasometer                            | Charlieonnafriday |
| 14 de mayo        | Múnich           | Alemania        | Zenith                               | Charlieonnafriday |
| 16 de mayo        | Milán            | Italia          | Fabrique Milano                      | Charlieonnafriday |
| 17 de mayo        | París            | Francia         | Zénith                               | Charlieonnafriday |
| 20 de mayo        | Barcelona        | España          | Sant Jordi Club                      | Charlieonnafriday |
| 21 de mayo        | Madrid           | España          | Palacio Vistalegre                   | Charlieonnafriday |
| 22 de mayo        | Lisboa           | Portugal        | Coliseu de Lisboa                    | Charlieonnafriday |
| América del Norte |                  |                 |                                      |                   |
| 5 de julio        | Calgary          | Canadá          | Stampede Park                        | Festival          |
| 7 de julio        | Woodinville      | Estados Unidos  | Chateau Ste Michelle Winery          | Presley Regier    |
| 9 de julio        | San Francisco    | Estados Unidos  | Bill Graham Civic Auditorium         | Presley Regier    |
| 11 de julio       | Los Ángeles      | Estados Unidos  | Greek Theatre                        | Presley Regier    |
| 14 de julio       | Phoenix          | Estados Unidos  | Arizona Financial Theatre            | Presley Regier    |
| 17 de julio       | Austin           | Estados Unidos  | Moody Amphitheater                   | Presley Regier    |
| 19 de julio       | Houston          | Estados Unidos  | 713 Music Hall                       | Presley Regier    |
| 20 de julio       | Irving           | Estados Unidos  | The Pavilion at Toyota Music Factory | Presley Regier    |
| 21 de julio       | Rogers           | Estados Unidos  | Walmart AMP                          | Presley Regier    |
| 24 de julio       | Cincinnati       | Estados Unidos  | Andrew J. Brady Music Center         | Presley Regier    |
| 27 de julio       | Toronto          | Canadá          | Budweiser Stage                      | Presley Regier    |
| 28 de julio       | Sterling Heights | Estados Unidos  | Michigan Lottery Amphitheatre        | Presley Regier    |
| 30 de julio       | Maryland Heights | Estados Unidos  | Saint Louis Music Park               | Presley Regier    |
| 1 de agosto       | Mineápolis       | Estados Unidos  | Armory                               | Presley Regier    |
| 3 de agosto       | Chicago          | Estados Unidos  | Grant Park                           | Festival          |
| 3 de agosto       | Chicago          | Estados Unidos  | House of Blues Chicago               | Mimi Webb         |
| 6 de agosto       | Nashville        | Estados Unidos  | Ascend Amphitheater                  | Presley Regier    |
| 7 de agosto       | Indianápolis     | Estados Unidos  | Everwise Amphitheater                | Presley Regier    |
| 9 de agosto       | Boston           | Estados Unidos  | MGM Music Hall                       | Presley Regier    |
| 10 de agosto      | Boston           | Estados Unidos  | MGM Music Hall                       | Presley Regier    |
| 11 de agosto      | Uncasville       | Estados Unidos  | Mohegan Sun Arena                    | Presley Regier    |
| 13 de agosto      | Washington D.C   | Estados Unidos  | The Anthem                           | Presley Regier    |
| 14 de agosto      | Philadelphia     | Estados Unidos  | Highmark Skyline Stage at the Mann   | Presley Regier    |
| 16 de agosto      | Raleigh          | Estados Unidos  | Red Hat Amphitheater                 | Presley Regier    |
| 17 de agosto      | Atlanta          | Estados Unidos  | Cadence Bank Amphitheatre            | Presley Regier    |
| 18 de agosto      | Holmdel          | Estados Unidos  | PNC Bank Arts Center                 | Presley Regier    |
| 22 de julio       | Nueva York       | Estados Unidos  | Madison Square Garden                | Presley Regier    |
| Asia              |                  |                 |                                      |                   |
| 29 de octubre     | Tokio            | Japón           | Toyosu PIT                           | —                 |
| 31 de octubre     | Singapur         | Singapur        | The Star Theatre                     | —                 |
| 2 de noviembre    | Bangkok          | Tailandia       | UOB Live                             | Ally              |
| 4 de noviembre    | Ciudad Quezon    | Filipinas       | New Frontier Theater                 | ―                 |
| Oceanía           |                  |                 |                                      |                   |
| 8 de noviembre    | Perth            | Australia       | Red Hill Auditorium                  | Charlieonnafriday |
| 10 de noviembre   | Brisbane         | Australia       | Riverstage                           | Charlieonnafriday |
| 12 de noviembre   | Sídney           | Australia       | Hordern Pavilion                     | Charlieonnafriday |
| 13 de noviembre   | Sídney           | Australia       | Hordern Pavilion                     | Charlieonnafriday |
| 15 de noviembre   | Adelaida         | Australia       | AEC Arena                            | Charlieonnafriday |
| 16 de noviembre   | Melbourne        | Australia       | Margaret Court Arena                 | Charlieonnafriday |
| 17 de noviembre   | Melbourne        | Australia       | Margaret Court Arena                 | Charlieonnafriday |
| 19 de noviembre   | Auckland         | Nueva Zelanda   | Spark Arena                          | Charlieonnafriday |
| 21 de noviembre   | Wellington       | Nueva Zelanda   | TSB Bank Arena                       | Charlieonnafriday |